# Led Zeppelin IV
A szócikk valódi címe  lenne, de az Unicode rendszer nem tartalmaz ilyen karaktereket.
A  a Led Zeppelin negyedik nagylemeze, amely 1971. november 8-án jelent meg. Eredeti címét nem lehet kimondani, ezért a következő neveken szokták emlegetni: Led Zeppelin IV, Four Symbols (Négy Szimbólum), Runes (Rúnák), Sticks (Rőzse), Man with Sticks (A rőzsehordó ember), Zoso (a cím első szimbólumának hasonlósága miatt), Four (Négy), vagy egyszerűen csak Untitled (Cím nélküli). A felvételek az Island Records újonnan megnyitott basing streeti stúdiójában készültek. A Jethro Tull szintén ekkor vette fel negyedik, Aqualung című albumát.
A Led Zeppelin III-at ért meglehetősen negatív kritikák után 1970 őszén Jimmy Page elhatározta, hogy a következő albumnak nem lesz igazi címe; kíváncsi volt, hogy a zene önmagában el tudja-e adni az albumot. Az eredeti kiadáson nem volt látható sem cím, sem a zenekar neve. Ehelyett a borító belső oldalán négy, kézzel rajzolt szimbólum és a kiadó neve volt látható; az adott jelet az a tag választotta (Jimmy Page maga rajzolta a sajátját), akit az reprezentált. Van egy ötödik, kisebb szimbólum is, amit Sandy Denny választott, mert ő is énekelt a The Battle of Evermore-ban; ez csak a közreműködők listáján található meg. A négy szimbólum az album hivatalos címe, az Atlantic Records pedig formákat készített belőlük (több méretben), és elküldte a nyomdáknak, hogy a cikkekhez vagy listákhoz fel tudják használni. Ez volt az első album, melyet nem lehetett egyezményesen azonosítani (eltekintve a négy jeltől); ez a zenekar reklámellenes álláspontját tükrözte, amivel akkoriban sokan nem értettek egyet (főleg az Atlantic Records felsőbb köreiben).
A  még mindig a klasszikus rockot játszó rádióállomások egyik kedvence; ezen hallható a Stairway to Heaven, az egyik legnépszerűbb rockdal, amit valaha is felvettek. Ha annyiszor akarnánk meghallgatni, ahányszor megjelenése óta a különböző rádiók leadták (csak az USA-ban), több mint ötven évre el tudnánk foglalni magunkat.
Míg az USA-ban a második lett – és 259 hétig maradt a listákon –, az Egyesült Királyságban ez lett a zenekar harmadik albuma, amely első lett. A  az Amerikai Egyesült Államokban az ötödik helyen áll a RIAA  legtöbbször eladott albumainak listáján. Az országban 23 millió példányban kelt el, míg világszerte több mint 37 millió darabot adtak el belőle. 2006-ban a Classic Rock Magazine 100 Legjobb Brit Album szavazásán első helyet ért el. Az album bemutatkozó koncertjének lehet tekinteni az 1971. március 5-én, a belfasti Ulster Hall-ban tartott előadást, amelyen a Black Dog, a Stairway to Heaven, a Going to California és a Rock and Roll is először hangzott el nyilvánosan.
Megjelenése után 40 évvel, 2011. novemberében az album újra felkerült a Billboard 200 lemezeladási listára.
Az album szerepel az 1001 lemez, amit hallanod kell, mielőtt meghalsz című könyvben.

## Az album dalai
| 1. | Black Dog              | Page, Plant, Jones         | 4:56 |
| 2. | Rock and Roll          | Page, Plant, Jones, Bonham | 3:41 |
| 3. | The Battle of Evermore | Page, Plant                | 5:52 |
| 4. | Stairway to Heaven     | Page, Plant                | 8:03 |

| 5. | Misty Mountain Hop    | Page, Plant, Jones                                           | 4:39 |
| 6. | Four Sticks           | Page, Plant                                                  | 4:45 |
| 7. | Going to California   | Page, Plant                                                  | 3:32 |
| 8. | When the Levee Breaks | Page, Plant, Jones, Bonham, Memphis Minnie, Kansas Joe McCoy | 7:08 |

## Helyezések és eladási minősítések
| Listák (1971–1972)                   | Legjobb helyezés |
| ------------------------------------ | ---------------- |
| Japán albumlista                     | 2                |
| Norvég albumlista                    | 3                |
| Brit albumlista                      | 1                |
| Billboard 200                        | 2                |
| Német albumlista                     | 9                |
| Francia albumlista                   | 2                |
| US Cash Box Top 100 Albums Chart     | 1                |
| US Record World Top Pop Albums Chart | 1                |
| Kanadai RPM 100 Albums               | 1                |
| Spanyol albumlista                   | 8                |
| Ausztrál Go-Set Top 20 Albums Chart  | 2                |

| Év   | Kislemez      | Lista             | Legjobb helyezés |
| ---- | ------------- | ----------------- | ---------------- |
| 1971 | Black Dog     | Billboard Hot 100 | 15               |
| 1972 | Rock and Roll | Billboard Hot 100 | 47               |

| Ország             | Minősítés   |
| ------------------ | ----------- |
| Argentína          | platina     |
| Ausztrália         | 8x platina  |
| Brazília           | arany       |
| Kanada             | 2x gyémánt  |
| Franciaország      | 2x platina  |
| Németország        | 3x arany    |
| Hollandia          | platina     |
| Svájc              | platina     |
| Egyesült Királyság | 6x platina  |
| Egyesült Államok   | 23x platina |

## Közreműködtek
- Jimmy Page – akusztikus és elektromos gitár, mandolin (3), vokál, producer, újrakeverés, digitális újrakeverés
- Robert Plant – ének, szájharmonika
- John Paul Jones – basszusgitár, orgona, szintetizátor, billentyűs hangszerek, mandolin, furulya, vokál
- John Bonham – dob, ütőhangszerek, vokál
- Ian Stewart – zongora (2) (eredetileg nem jelölték)
- Sandy Denny – ének (3)

### Produkció
- Andy Johns – hangmérnök, keverés
- George Chkiantz – keverés
- George Marino – digitális újrakeverés
- Graphreaks – design
- Barrington Colby Mom – belső illusztráció (A Remete)
- Peter Grant – produkciós vezető

## Érdekességek
- A Stairway to Heaven óriási népszerűsége ellenére – az 1970-es évek óta gyakran játsszák a rádiók – Jimmy Page határozott kérésére sohasem jelent meg kislemezen, ezért a Billboard listáin sem szerepelt.
- Bár a szimbólumokra gyakran mint rúnák utalnak, valójában csak a középső kettő az. A másik kettő Jimmy Page és Robert Plant saját „pecsétje”.
  - Robert Plant: a szimbólum Maàt tolla, az igazságot, igazságosságot, becsületességet és az írást jelképezi. A folytonos kör az életet szimbolizálja.
  - Jimmy Page: egy stilizált Bak (Capricornus), melyen a Szaturnusz uralkodik. Bár a laikusok gyakran „Zoso”-nak olvassák, nincs kimondható neve. A szimbólum feltűnően hasonlít Gerolamo Cardano matematikus és Austin Osman Spare mágus pecsétjeire, melyek Fred Gettings Dictionary of Occult, Hermetic and Alchemical Sigils című 1982-es könyvében is megtalálhatóak (ISBN 0-7100-0095-2). Mások szerint a szimbólum egy gitárt („oSo”) és a gitáros karját („Z”) ábrázolja.
  - John Bonham: a három egymásba kapcsolódó kör hasonlít a Ballantine sör logójára – ez azt is jelentheti, hogy Bonham szeretett inni. Hasonlít egy dobfelszerelés felülnézetére is, de valójában a Férj-Feleség-Gyermek hármasságot jelképezi, általánosságban pedig a Szentháromság jelképe.
  - John Paul Jones: egy kör három mandorlát vág el. Olyan embert jelképez, akinek önbizalma és szakértelme van.
- A t 1998-ban a Q magazine olvasói minden idők 26. legjobb albumának választották.
- A Rolling Stone magazin Minden idők 500 legjobb albumának listája szavazáson a 66. helyet érte el.
- A The Battle of Evermore-t valószínűleg Tolkien A Gyűrűk Ura című műve ihlette, bár ezt a zenekar sohasem erősítette meg.
- A Stairway to Heaven kottája a legtöbbször eladott kotta a rockzene történetében. Évente körülbelül 15 ezer példányban fogy el, eddig egymillió darabot adtak el belőle.